# Maya Harris
Maya Harris (hay Maya Lakshmi Harris, sinh ngày 30 tháng 01 năm 1967), là luật gia, nhà hoạt động chính trị, xã hội và giáo dục người Mỹ gốc Jamaica và Ấn Độ. Bà là một người phụ nữ da màu, lai giữa người Trung Mỹ và Nam Á với cuộc đời gắn với Hoa Kỳ. Maya Harris là Tiến sĩ Luật, tham gia hoạt động xã hội với những cống hiến và nỗ lực cho bình đẳng giới, bình đẳng dân tộc và bảo vệ Hiến pháp Hoa Kỳ, tiến bộ phúc lợi cộng đồng. Bà là Đảng viên Đảng Dân chủ, cùng chị gái Kamala Harris trở thành bộ đôi chị em gia đình Harris tại Hoa Kỳ thời hiện đại.
Maya Harris nổi tiếng vì là chuyên gia chiến lược cho Hillary Clinton trong chiến dịch tranh cử 2016, thay đổi và tiến bộ hóa cương lĩnh chính trị của Đảng Dân chủ; tham gia chiến dịch 2020, góp phần giúp Joe Biden chiến thắng tranh cử Tổng thống Hoa Kỳ, chỉ huy chiến dịch đưa chị gái Kamala Harris trở thành nữ Phó Tổng thống đầu tiên của Mỹ.

## Xuất thân và giáo dục

### Xuất thân
Maya Harris sinh ngày 30 tháng 01 năm 1967 tại vùng đô thị Champaign–Urbana, bang Illinois, Hoa Kỳ. Bà sinh ra trong gia đình Harris có bốn người, với bố là Donald J. Harris, người Jamaica, mẹ là Shyamala Gopalan, người Ấn Độ và chị cả là Kamala Harris. Mẹ bà, Shyamala Gopalan, là một nhà khoa học ung thư vú di cư từ Tamil Nadu, Ấn Độ, còn bố Donald J. Harris là một giáo sư danh dự chuyên ngành Kinh tế của Đại học Stanford, nhập cư từ Jamaica, cùng gặp nhau ở UC Berkeley.
Maya Harris ban đầu lớn lên ở vùng vịnh San Francisco, theo học phổ thông. Năm 1971, bố và mẹ ly hôn, bà sống cùng mẹ và chị gái. Năm 1976, ba mẹ con chuyển sang sống ở Montréal, Quebec, Canada, nơi mẹ bà làm việc ở vị trí nghiên cứu tại Bệnh viện Đa khoa Do Thái và giảng dạy tại Đại học McGill. Ba người thỉnh thoảng đi thăm gia đình nhà ngoại ở Madras (nay là Chennai), Ấn Độ, thăm ông ngoại là P. V. Gopalan, từng là viên chức Chính phủ Ấn Độ; thăm gia đình nhà nội ở Jamaica. Những ngày bé, hai chị em Harris tham gia các hoạt động tôn giáo ở một chùa Báp-tít và một đền thờ Ấn Độ giáo.

### Giáo dục
Maya Harris theo học phổ thông tại Trung học Bishop O'Dowd tại Oakland, California. Sau đó, bà theo học Đại học California tại Berkeley, tốt nghiệp Cử nhân Nghệ thuật vào năm 1989. Ngay khi tốt nghiệp UC Berkeley, Maya Harris ghi danh nhập học Trường Luật Stanford của Đại học Stanford. Trong thời gian học tập ở Stanford, bà là biên tập viên của tập san Stanford Law Review, hoạt động ở dự án pháp luật vùng Đông Palo Alto, quận San Mateo, California, đồng thời là điều phối viên của Chương trình phòng khám Bạo hành gia đình (Stanford Domestic Violence Clinic), phụ trách ban sinh viên. Năm 1992, bà nhận bằng Tiến sĩ Luật học với thành tích xuất sắc hàng đầu của Trường Luật Stanford, một trong ba trường luật uy tín nhất Hoa Kỳ.

## Sự nghiệp

### Pháp luật
Năm 1992, sau khi hoàn thành việc học ở Stanford, Maya Harris bắt đầu sự nghiệp của mình với công việc là thư ký luật của Thẩm phán liên địa hạt James Ware tại các quận miền Bắc California gồm Alameda, Contra Costa, Del Norte, Humboldt, Lake, Marin, Mendocino, Monterey, Napa, San Benito, San Francisco, San Mateo, Santa Clara, Santa Cruz, và Sonoma. Năm 1994, bà tham gia công ty luật Jackson Tufts Cole & Black, LLP, công việc kiện tụng ở cả dân sự và hình sự.
Bên cạnh đó, Maya Harris làm việc ở lĩnh vực giáo dục, tham gia giảng dạy. Trong những năm này, bà là trợ giảng giáo sư tại Trường Luật San Francisco thuộc Đại học San Francisco. Bà giảng dạy về phân biệt giới tính tại Trường Luật Hastings, luật hợp đồng ở Trường Luật New College of California, đồng thời là một Trưởng khoa tại Trường Luật Lincoln, San Jose. Sau đó, năm 1996, bà được bổ nhiệm làm Trưởng khoa kiêm Giám đốc điều hành Trường Luật Lincoln, San Jose. Ở tuổi 29, bà là một trong những người trẻ nhất giữ chức vụ phụ trách trường luật, và cũng là người phụ nữ da đen đầu tiên ở vị trí này tại Hoa Kỳ.

### Xã hội
Bên cạnh lĩnh vực pháp luật, Maya Harris là chuyên gia tại các lĩnh vực chính trị và xã hội. Bà từng là Cộng sự cao cấp tại PolicyLink, một viện nghiên cứu và phi lợi nhuận toàn quốc tập trung cho việc thúc đẩy tiến bộ kết hợp kinh tế và công bằng xã hội. Với tư cách đó, bà đã tổ chức các hội nghị xoay quanh mối quan hệ giữa an ninh và cộng đồng xã hội, vận động cải cách lĩnh vực an ninh, là tác giả của một số ấn phẩm lớn. Bà tham gia Liên đoàn Tự do Dân sự Mỹ (ACLU), với vai trò là Giám đốc điều hành khu vực Bắc California. Bà là người Mỹ gốc Jamaica đầu tiên lãnh đạo ACLU Bắc California và là Giám đốc điều hành gốc Nam Á đầu tiên của một chi nhánh ACLU. Trong vai trò là người đứng đầu chi nhánh liên kết lớn nhất của ACLU, Maya Harris đã chỉ đạo và điều phối các công việc kiện tụng, quan hệ truyền thông, vận động hành lang và tổ chức cơ sở của tổ chức. Trước đó, bà từng là Giám đốc Dự án Công lý về chủng tộc (Racial Justice Project) của ACLU Bắc California, thiết lập các ưu tiên bao gồm xóa bỏ sự chênh lệch về chủng tộc trong hệ thống tư pháp hình sự và đạt được sự công bằng về giáo dục trong các trường công lập ở California. Năm 2003, bà là lãnh đạo khu vực Bắc California của No on 54, chiến dịch đã thành công đánh bại việc thông qua Dự luật 54, một dự luật vốn tìm cách cấm các cơ quan nhà nước thu thập dữ liệu về chủng tộc và sắc tộc. Năm 2006, bà là pháp chính viên lãnh đạo trong vụ việc League of Women Voters of California v. McPherson, một vụ án khôi phục quyền bỏ phiếu cho hơn 100.000 người dân California trong các nhà tù quận do bị kết án trọng tội.
Maya Harris tham gia hoạt động xã hội về từ thiện. Năm 2008, bà được bổ nhiệm làm Phó Chủ tịch Dân chủ, Quyền và Công lý của Ford Foundation, một quỹ từ thiện vì thúc đẩy phúc lợi của con người. Chương trình tập trung vào việc nâng cao quản trị hiệu quả, tăng cường sự tham gia dân chủ, bảo vệ và thúc đẩy quyền con người trên toàn thế giới, và bà đã phụ trách một nhóm toàn cầu trong việc tài trợ hơn 150 triệu USD mỗi năm.

### Chính trị Hoa Kỳ

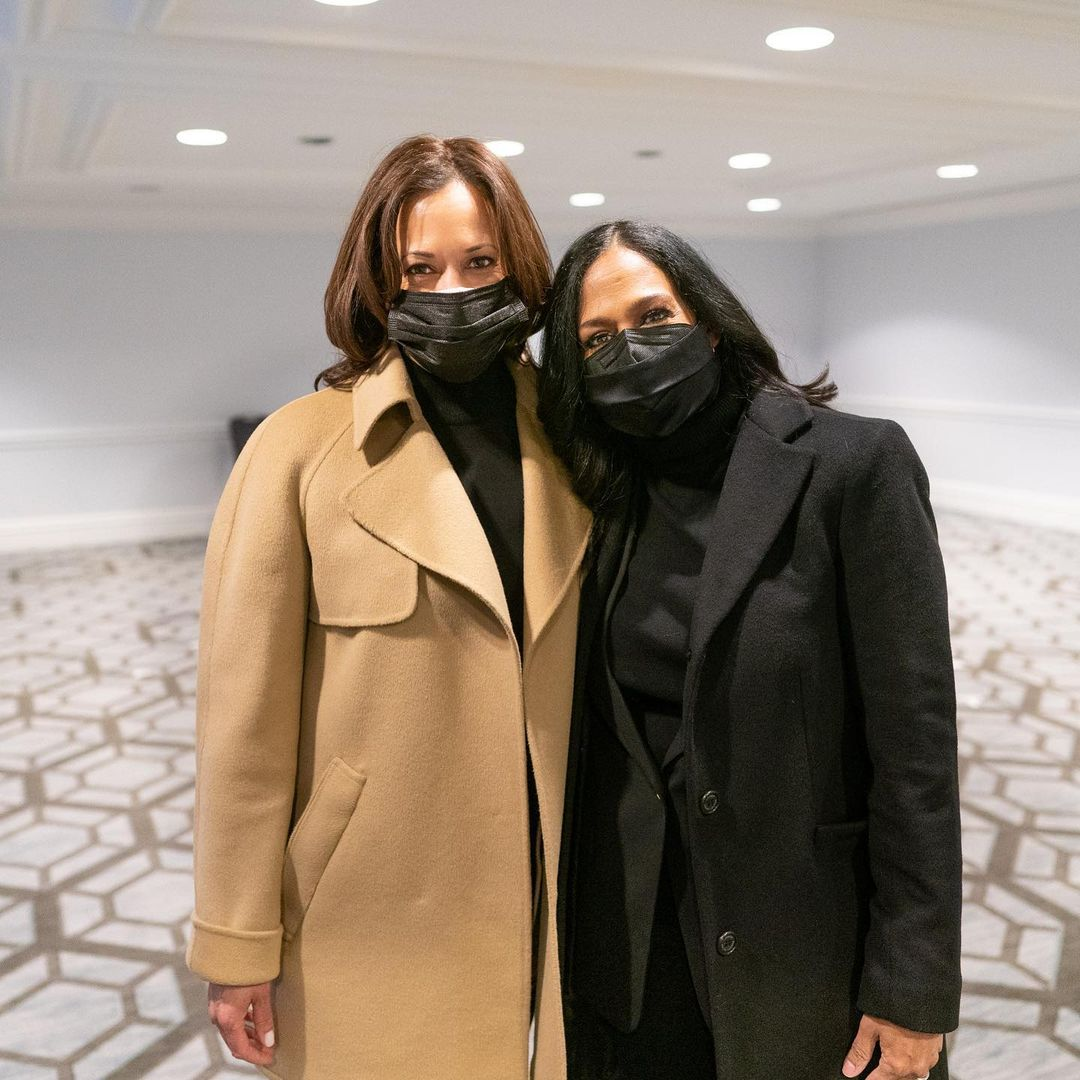
Hai chị em Maya Harris và Kamala Harris năm 2021.

Maya Harris là một Đảng viên của  Đảng Dân chủ Hoa Kỳ. Chị gái của bà là chính trị gia Hoa Kỳ Kamala Harris, trực tiếp hoạt động chính trị, còn bà hoạt động như một chuyên gia nghiên cứu, đứng bên cạnh, đưa ra chiến lược hỗ trợ chị gái của mình. Năm 2011, Kamala Harris đắc cử Tổng Chưởng lý California. Đến năm 2015, Chiến dịch tranh cử Tổng thống năm 2016 của Hillary Clinton bắt đầu, bà được bổ nhiệm làm một trong ba cố vấn chính sách cấp cao để dẫn dắt chương trình nghị sự chiến lược cho chiến dịch tranh cử của Hillary Clinton. Là đại diện tranh cử của Hillary Clinton trong Ủy ban Cương lĩnh Đảng Dân chủ, Harris đã giúp soạn thảo cương lĩnh năm 2016, được coi là cương lĩnh đảng tiến bộ nhất trong lịch sử Đảng Dân chủ. Bà là nhà phân tích chính trị và pháp lý cho MSNBC từ năm 2017 đến năm 2018. Trong cuộc Bầu cử tổng thống Hoa Kỳ, 2016, Donald Trump giành chiến thắng, chiến dịch Hillary Clinton kết thúc, Maya Harris quay lại cùng chị gái, hỗ trợ Kamala Harris trở thành Thượng nghị sĩ Hoa Kỳ (2017 – 2021).
Năm 2019, hoạt động chính trị Hoa Kỳ trở nên nóng bỏng, chuẩn bị cho cuộc tranh cử mới. Joe Biden trở thành ứng cử viên cho Đảng Dân chủ, mở Chiến dịch Joe Biden 2020. Joe Biden đã liên kết với Kamala Harris trong chiến dịch, và Maya Harris giữ vị trí Chủ tịch Chiến dịch tranh cử Tổng thống năm 2020 của chị gái. Joe Biden và Kamala Harris đã chiến thắng, Kamala Harris trở thành Phó Tổng thống nữ đầu tiên trong lịch sử Hoa Kỳ. Nhiều nhà nghiên cứu Hoa Kỳ cho rằng bà là một Bobby Kennedy tiếp theo.

## Sáng tác
Maya Harris đã sáng tác những tác phẩm về chuyên ngành trong sự nghiệp của mình. Bài viết Fostering Accountable Community-Centered Policing, xuất hiện trong cuốn sách The Covenant with Black America năm 2006. Bà cũng là đồng tác giả đóng góp cho tác phẩm The Shriver Report: A Woman’s Nation Pushes Back from the Brink, xuất bản bài viết The Gender Wage Gap: A Civil Rights Issue for Our Time. Các ẩn phẩm khác của bà có thể kể đến như Community-Centered Policing: A Force for Change, một báo cáo nêu bật lên việc thực hành chính sách lấy cộng đồng làm trung tâm trên toàn quốc; Organized for Change: The Activist’s Guide to Police Reform, một cẩm nang vận động cải cách an ninh xã hội. Năm 2008, Maya Harris xuất bản Making Every Vote Count: Reforming Felony Disenfranchisement Policies and Practices in California. Năm 2014, bà là tác giả của cuốn Women of Color: A Growing Force in the American Electorate. Đến năm 2020, bà đã viết trên The Atlantic và Women’s Health Magazine về việc sống chung với căn bệnh mãn tính lupus, tức ban đỏ.

## Đời tư

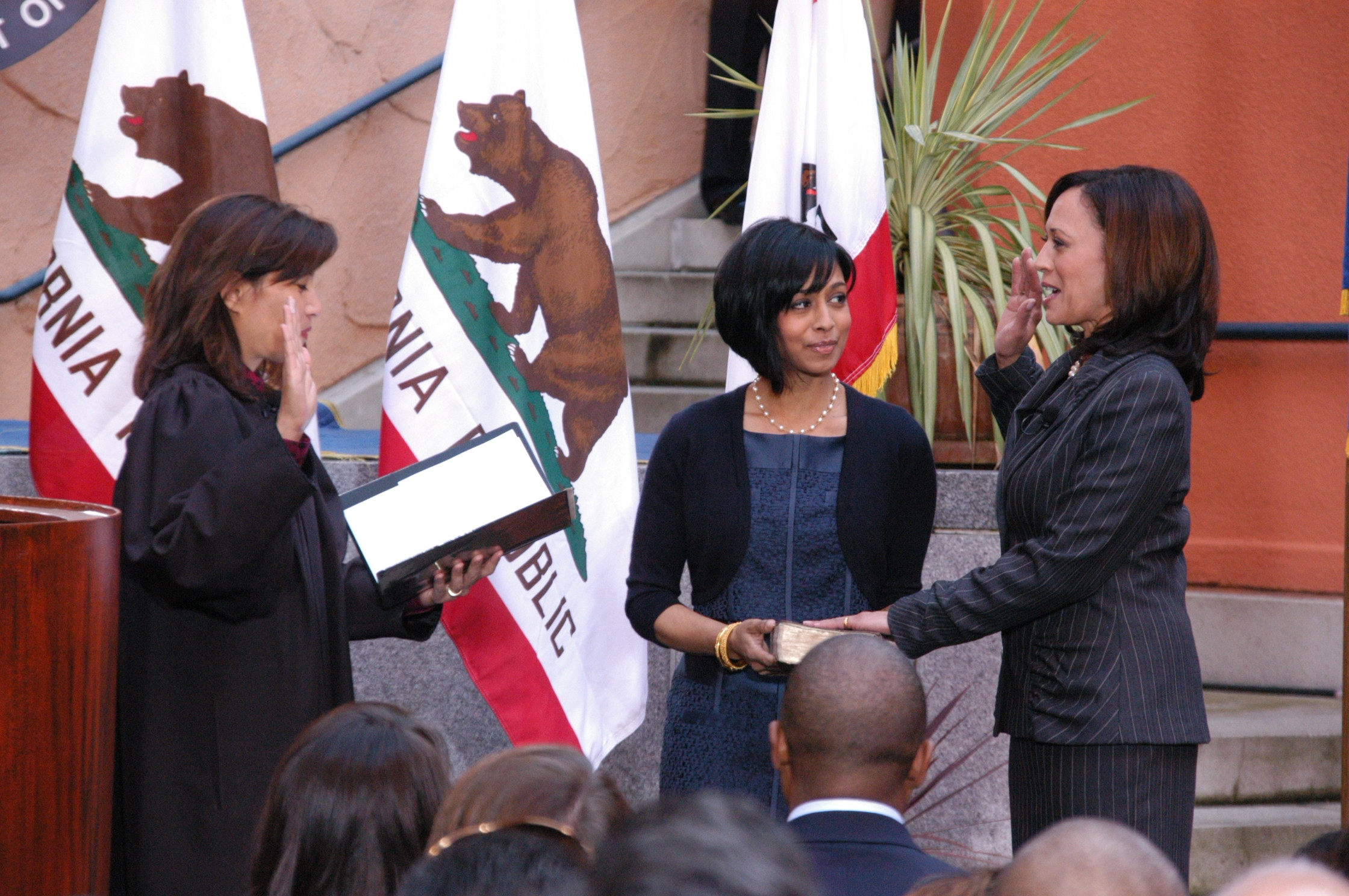
Bộ trưởng Tư pháp California Kamala Harris tuyên thệ nhậm chức nhiệm kỳ thứ hai bởi Chánh án Tòa án Tối cao California Tani Cantil-Sakauye,(ảnh văn phòng Bộ trưởng Tư pháp)

Tháng 07 năm 1998, Maya Harris kết hôn với Tony West, luật gia, pháp chính viên. Hai người là bạn học cùng Trường Luật Stanford những năm 1992, yêu nhau sau khi tốt nghiệp và lập gia đình. Hai người không sinh con, bà có một người con gái riêng là Meena Harris, bà sinh năm 1984, khi 17 tuổi. Meena Harris hiện nay là Tiến sĩ Luật từ Trường Luật Harvard.

## Giải thưởng
Trong sự nghiệp, Maya Harris đã nhận được những giải thưởng về đóng góp của mình:
- Năm 1997, Ban Luật sư trẻ của Hiệp hội Luật sư Hoa Kỳ (NBA) đã vinh danh bà với Giải thưởng Luật sư trẻ của năm, giải Junius W. Williams.[15]
- Năm 1998, bà được Tạp chí San Francisco Daily Journal vinh danh là một trong 20 luật sư xuất sắc dưới 40 tuổi.[30]
- Năm 2006, bà được vinh danh là một trong 10 Desis đáng chú ý của năm, giải thưởng India-American.[31]
- Năm 2008, bà được trao Women Who Dare Award của Girls, Inc.[32]
- Năm 2009, bà được xếp vào hạng đầu tiên của The Root 100, tôn vinh cống hiến xuất sắc của những người Mỹ gốc Phi.[33]